# Norton (Virgínia)
Norton é uma cidade independente localizada no estado americano de Virgínia. A sua área é de 19,5 km², sua população é de 3 904 habitantes, e sua densidade populacional é de 200,2 hab/km² (segundo o censo americano de 2000). A cidade foi fundada em 1894.